# Aerovironment RQ-11
Die Aerovironment RQ-11 Raven ist eine unbemannte, kleine Flugdrohne der US-Streitkräfte für die taktische Gefechtsaufklärung in urbaner Umgebung. Diese deklarieren die Raven als Miniature Unmanned Aerial Vehicle (MUAV). Die mit einem Elektromotor ausgerüstete RQ-11 muss für den Start von einem Menschen in die Luft geworfen werden. Die Raven, welche in Echtzeit Infrarot- und Nachtsichtaufnahmen sendet, fliegt entweder per GPS vorgegebene Wegpunkte autonom ab oder wird per Bodenkontrolle gesteuert.

## Nutzer
Nachdem sich die RQ-11 im Irak und in Afghanistan bewährt hatte, wurde sie in verschiedene Länder exportiert. Inzwischen steht sie, außer in den USA, auch in Australien, Dänemark, Estland, Großbritannien, Italien, Libanon, Niederlande und Spanien sowie der Ukraine im Dienst.
Im Dezember 2016 wurde eine RQ-11B über dem Gebiet der selbsterklärten Volksrepublik Lugansk abgefangen.

## Technische Daten
| Kenngröße             | Daten                                       |
| --------------------- | ------------------------------------------- |
| Länge                 | 1,13 m                                      |
| Spannweite            | 1,31 m                                      |
| Gesamtmasse           | 1,9 kg                                      |
| Höchstgeschwindigkeit | k. A.                                       |
| Marschgeschwindigkeit | 97 km/h                                     |
| Dienstgipfelhöhe      | 305 m                                       |
| Reichweite            | ca. 10 km                                   |
| Einsatzdauer          | ca. 80 Minuten                              |
| Antrieb               | ein Elektromotor Aveox 27/26/7-AV           |
| Stückkosten           | - RQ-11A: 25.000 US-$ - RQ-11B: 35.000 US-$ |